# Sirachat Preedaboon
Sirachat Preedaboon (thailändisch ศิรชัช ปรีดาบุญ, * 1. September 1983 in Kanchanaburi), auch als Chan  bekannt, ist ein thailändischer Fußballspieler.

## Karriere
Sirachat Preedaboon stand 2010 bei Air Force Central unter Vertrag. Wo er vorher gespielt hat, ist unbekannt. Der Verein aus der thailändischen Hauptstadt Bangkok spielte in der zweiten Liga des Landes, der Thai Premier League Division 1. Nach einem Jahr wechselte er zum Erstligisten Pattaya United FC. Für den Verein aus Pattaya stand er zehnmal in der ersten Liga, der Thai Premier League, zwischen den Pfosten. Ende 2013 musste er mit dem Verein in die zweite Liga absteigen. Anfang 2015 ging er nach Ang Thong zum Zweitligisten Angthong FC. Ende 2018 stieg er mit Angthong in die dritte Liga ab.